# Российский институт театрального искусства — ГИТИС
Росси́йский институ́т театра́льного иску́сства — ГИ́ТИС — российское высшее учебное заведение. Крупнейший театральный вуз в Европе и один из крупнейших в мире. Основан в 1878 году, расположен в Москве.
Архитектурный ансамбль и главное здание вуза в Малом Кисловском переулке являются объектом культурного наследия народов России и охраняются государством.

## История
3 ноября (22 октября по старому стилю) 1878 года под патронатом Общества любителей музыкального и драматического искусства в Москве российский пианист Пётр Адамович Шостаковский открыл Музыкально-драматическую школу для приходящих. В 1883 году Общество любителей было переименовано в Московское филармоническое общество, директор которого, П. А. Шостаковский, передал в его ведение и свою школу. В 1886 году школа, переименованная в Музыкально-драматическое училище, была приравнена к консерваториям.
В 1902 году училище переехало в особняк в Малом Кисловском переулке, где и ныне располагается главный корпус ГИТИСа.
В 1918 году Музыкально-драматическое училище было переименовано в Музыкально-драматический институт, в 1919 году — в Государственный институт музыкальной драмы, а 17 сентября 1922 года, после объединения с Государственными высшими театральными мастерскими под руководством Всеволода Мейерхольда, реорганизовано в Государственный институт театрального искусства — ГИТИС; Мейерхольд создал при нём театр, который первое время назывался Театром ГИТИСа, в 1923 году отделился от института и превратился в Театр имени Мейерхольда.
Институт объединял 9 самостоятельных «производственных мастерских», у каждой был свой мастер, при этом творческие позиции мастеров могли быть диаметрально противоположными; очень скоро искусственно объединённые мастерские стали выходить из состава института.
Непроработанность учебных планов и программ привела к тому, что в 1925/26 учебном году ГИТИС был переведён на положение техникума (сохранив 4-летний срок обучения) и стал именоваться Центральным техникумом театрального искусства (ЦЕТЕТИС), в состав которого входили три отделения: драматическое, музыкально-драматическое (оперное) и клубно-режиссёрское. В 1930 году были образованы режиссёрско-педагогический, директорский и театроведческий факультеты.
В 1931 году, в результате объединения нескольких учебных заведений, был образован Учебно-театральный комбинат («Теавуз»), которому в январе 1934 года присвоили имя Анатолия Васильевича Луначарского. Наконец, в июле 1935 года Театральный комбинат был в очередной раз реорганизован и с тех пор более полувека именовался Государственным институтом театрального искусства имени Анатолия Васильевича Луначарского. Первоначально в ГИТИСе было три факультета: режиссёрский, актёрский и директорский; закрытый в ходе реорганизации театроведческий факультет был восстановлен в 1937 году, директорский факультет, напротив, к 1939 году был ликвидирован.
В годы Великой Отечественной войны ГИТИС был эвакуирован в Саратов, ректором института в это время был Иосиф Моисеевич Раевский.
В 1943—1948 годах ГИТИС возглавлял Стефан Мокульский, уволенный в начале 1949 года в ходе так называемой «борьбы с космополитизмом» — после опубликования в «Правде» статьи «Об одной антипатриотической группе театральных критиков»; тогда же из института были уволены многие преподаватели.
В 1993 году пятеро выпускников ГИТИСа Ростислав Хаит, Леонид Барац, Александр Демидов, Камиль Ларин и режиссёр Сергей Петрейков создали театр «Квартет И», первые спектакли которого прошли на сцене ГИТИСа. Проект стал успешным, создав множество спектаклей и фильмов.
В ночь с 28 на 29 марта 2013 года в Главном корпусе ГИТИСа произошёл пожар; пострадало только здание, студенты не пострадали. Площадь возгорания составила 500 квадратных метров. Предполагается, что пожар произошёл в результате короткого замыкания на чердаке.
В 2019 году открылась первая выездная школа ГИТИСа в Париже.

## Специальности
На 8 факультетах ведётся преподавание по всем театральным специальностям: режиссёр драмы, музыкального театра, эстрады, цирка, актёр этих же направлений, театровед и балетмейстер, сценограф, режиссёр театра кукол, художник театра кукол, продюсер.

### Факультеты

#### Актёрскийфакультет
- Мастерство актёра

#### Режиссёрскийфакультет
- Режиссура театра
- Режиссура цирка
- Актёрское искусство
- Сценическая речь
- Сценический танец
- Сценическое движение
- Сценография

#### Факультет музыкальноготеатра
- Вокал
- Актёрское искусство
- Сценическая речь
- Сценический танец
- Сценическое движение
- Режиссура музыкального театра
- Музыкальная драматургия
- Сценография
- Звукорежиссура

#### Театроведческийфакультет
- История театра России
- История зарубежного театра

#### Балетмейстерскийфакультет
- Хореография балетоведение

#### Факультет новых направлений сценических искусств
- Актёрское искусство
- Режиссура эстрады

#### Продюсерскийфакультет
- Кафедра продюсерства и менеджмента исполнительских искусств

#### Факультетсценографии
- Художник-постановщик
- Художник-технолог
- Художник по сценическому костюму
- Режиссёр театра кукол
- Художник-постановщик театра кукол

## Награды
- Орден Трудового Красного Знамени.
- Орден Дружбы народов.
- Благодарность Президента Российской Федерации (5 апреля 2019 года) — за заслуги в развитии отечественной культуры и искусства, многолетнюю плодотворную деятельность[8].

## Персоналии
- Категория:Педагоги ГИТИСа
- Категория:Выпускники ГИТИСа

## Статьи и публикации
- Елена Сизенко. Мастера варить кашу // Итоги : журнал. — 2004. — 10 августа (№ 32). — ISSN 1027-3964.
- Пожар в ГИТИСе произошёл на чердаке из-за короткого замыкания // РИА Новости. — 2013. — 29 марта.